# Juan Martín López
Matías Enrique Paredes (Buenos Aires, 27 mei 1985) is een Argentijns hockeyer. 
Tijdens de Olympische Spelen 2016 won Paredes met de Argentijnse ploeg verrassend de gouden medaille.

## Erelijst
- 2008 -  Champions Trophy in Rotterdam
- 2011 –  Pan-Amerikaanse Spelen in Guadalajara
- 2012 – 10e Olympische Spelen in Londen
- 2014 –  Wereldkampioenschap in Den Haag
- 2015 –  Pan-Amerikaanse Spelen in Toronto
- 2016 –  Olympische Spelen in Rio de Janeiro
- 2019 –  Pan-Amerikaanse Spelen in Lima